# Eddie Hazel
Eddie "Smeero" Hazel (* 10. April 1950 in Brooklyn, New York City; † 23. Dezember 1992 in Plainfield, New Jersey) war ein US-amerikanischer Gitarrist.

## Leben und Werk
Hazel beschäftigte sich schon früh mit dem Gitarrenspiel und Gesang. Seine erste Gitarre war ein Weihnachtsgeschenk von seinem älteren Bruder. Im Jahre 1967 wurde er von George Clinton für seine Band Parliament rekrutiert und bekam schließlich eine tragende Rolle in der Nachfolge-Band Funkadelic. Seine an Jimi Hendrix erinnernden, aber doch eigen klingenden Gitarren-Soli wurden schließlich zum Markenzeichen der Band (eindrucksvoll zu hören in "Maggot Brain").
Unter der Ägide von George Clinton bekam er außerdem die Chance, an Solo-Werken zu arbeiten. Zeitlebens wurde allerdings nur ein gut 30-minütiges Werk namens "Game, Dames And Guitar Thangs" veröffentlicht. Eddie Hazel, der während seiner gesamten Laufbahn immer wieder mit heftigen Drogenproblemen zu kämpfen hatte, starb 42-jährig an inneren Blutungen und Leberversagen. Nach seinem Tode wurden zwei weitere CDs mit Aufnahmen aus verschiedenen Sessions veröffentlicht.
Der Rolling Stone listete ihn 2011 auf Rang 83 der 100 größten Gitarristen aller Zeiten. In einer Liste aus dem Jahr 2003 hatte er Rang 43 belegt.

## Alben im Überblick
- Game, Dames And Guitar Thangs (1977)
- Jams From The Heart (1994)
- Rest in P (1994)
- Game, Dames And Guitar Thangs (2004; CD mit zusätzlichen Tracks von Jams From The Heart; Auflage 5.000 Stück)
- Eddie Hazel: At Home (2006)